# روابط ایران و گرجستان
روابط ایران و گرجستان، اگر چه به صورت رابطهٔ رسمی دیپلماتیک میان دو کشور در قرن بیستم در ۱۵ مهٔ ۱۹۹۲ برقرار شد اما سابقهٔ روابط ایران و گرجستان به هزاران سال می‌رسد.
گرجستان توسط سفارت خود در تهران نمایندگی می‌شود و ایران را نیز سفارت آن در تفلیس نمایندگی می‌کند. همچنین ایران شریک تجاری مهمی برای گرجستان است.
مقایسه دو کشور
|              | ایران                                            | گرجستان                                                     |
| ------------ | ------------------------------------------------ | ----------------------------------------------------------- |
| نام رسمی     | جمهوری اسلامی ایران                              | جمهوری گرجستان                                              |
| نشان ملی     |                                                  |                                                             |
| پرچم         |                                                  |                                                             |
| جمعیت        | ۸۴،۳۰۲،۳۰۳                                       | ۳،۷۱۶،۸۸۵۸                                                  |
| مساحت        | ۱،۶۴۸،۱۹۵                                        | ۶۹٬۷۰۰                                                      |
| تراکم جمعیت  | ۵۰ /به ازای هر کیلومترمربع                       | ۶۵٫۴ /به ازای هر کیلومترمربع                                |
| پایتخت       | تهران                                            | تفلیس                                                       |
| دولت         | جمهوری اسلامی ریاستی                             | جمهوری پارلمانی متمرکز                                      |
| بزرگترین شهر | تهران                                            | تفلیس                                                       |
| اولین رهبران | رئیس کشور: روح‌الله خمینی رئیس دولت: مهدی بازرگان | رئیس کشور و دولت: زویاد گامساخوردیا                         |
| رهبران فعلی  | رئیس کشور: علی خامنه‌ای رئیس دولت: مسعود پزشکیان  | رئیس کشور:سالومه زورابیشویلی رئیس دولت: ایراکلی گاریباشویلی |
| زبان رسمی    | فارسی                                            | گرجی                                                        |

## سابقه
شرق گرجستان در طول تاریخ خود، چندین بار توسط امپراطوری پارسی و به‌طور خاص در دوران هخامنشیان، اشکانیان، ساسانیان، صفویان، افشاریان و قاجاریان به ضمیمه ایران درآمده بود. غرب گرجستان نیز در طول تاریخ در دوران هخامنشیان، ساسانیان و افشاریان بخشی از خاک ایران محسوب می‌شد. بر همین اساس در طول سالیان، رابطه بسیار نزدیک قومی، فرهنگی و سیاسی بین دو ملت ایجاد شده و بنابراین گرجستان بخشی از ایران بزرگ به حساب می‌آمده‌است.

## روابط تاریخی
روابط ایران و گرجستان در زمینه‌های مختلف به‌طور خاص، تجاری از زمان مادها شروع شد. در ابتدا بعد از فتح بخش‌های زیادی از گرجستان توسط هخامنشیان این روابط گسترش پیدا کرد. بعد از روی کار آمدن صفویه در ایران و کنترل صد ساله ایران بر روی چند پادشاهی گرجستان، این رابطه پیچیده‌تر شد و گرجستان بیش از پیش به هویت ایرانی نزدیک تر شد . این موضوع تا نیمه اول قرن ۱۹ در جنگ بین روسیه و ایران در سال‌های (۱۸۰۴–۱۸۱۳) و جنگ روسیه و ایران در سال‌های (۱۸۲۶–۱۸۲۸) در زمان قاجاریه ادامه داشت.

## قرن بیستم
تا اوایل ۱۹۹۰ رابطه ایران و گرجستان با روابط ایران و شوروی ادغام شده بود. بعد از استقلال گرجستان از اتحاد جماهیر شوروی، این دو کشور در زمینه‌های مختلف از جمله انرژی، حمل و نقل، تجارت، آموزش و پرورش و علوم همکاری داشته‌اند. ایران یکی از مهم‌ترین شرکای تجاری گرجستان محسوب شده و کمیسیون مشترک اقتصادی دولتی بین دو کشور برقرار است.

### درگیری روسیه و گرجستان در سال ۲۰۰۸
با توجه به رابطه نزدیک بین روسیه و گرجستان، ایران ابتدا تلاش کرد که به صورت بی‌طرف و خنثی در این جنگ باقی بماند، وزیر امور خارجه وقت ایران منوچهر متکی، تصور می‌کرد که یک جنگ سرد جدید محتمل است و پیش‌بینی کرد که قدرت‌های خارجی مانند آمریکا و متحدانش از این جنگ سرد متأثر خواهند شد همچنانکه در افغانستان و عراق برای آن‌ها اتفاق افتاد. حسن قشقاوی سخنگوی وقت وزارت امور خارجه ایران نیز خواهان توقف فوری درگیری شده و پیشنهاد کمک داد. بعد از اینکه روسیه و نزدیکترین متحدانش آبخازیا و اوستیای جنوبی را به رسمیت شناختند، سفیر ایران در روسیه، محمودرضا سجادی، در اوایل فوریه ۲۰۰۹ گفت که دولت وی استقلال آبخازیا و اوستیای جنوبی را در آینده نزدیک به رسمیت نخواهد شناخت چرا که این باعث ایجاد جنگ در بسیاری از مناطق می‌شود ولی از طرف دیگر او به رسمیت شناختن نهایی این دو منطقه را رد نکرد. به‌هرحال سجادی از اقدامات روسیه در سال ۲۰۰۸ در جنگ اوستیای جنوبی و تصمیم آن در به رسمیت شناختن آبخازیا و اوستیای جنوبی به عنوان کشورهای مستقل دفاع کرد. سجادی همچنین با مردم آبخازیا و اوستیای جنوبی اظهار همدردی کرده و گفت که تهران با مسکو برای توسعه اقتصادی دو منطقه همکاری خواهد کرد.

## از سال ۲۰۱۰ تا امروز
از اوایل سال ۲۰۱۰ شاهد افزایش همکاری بین دو کشور هستیم. امروز ایران یکی از مهم‌ترین شرکای تجاری گرجستان محسوب می‌شود، یک هیئت از وزارت امور خارجه ایران در مه ۲۰۱۰ به منظور ساخت یک نیروگاه برق‌آبی در گرجستان و همچنین قصد ایران برای وارد کردن برق از این کشور از تفلیس دیدار کردند. در این دیدار، رئیس‌جمهور میخیل ساآکاشویلی از همتای خود محمود احمدی‌نژاد برای دیدار از تفلیس دعوت کرد.
در طول دهسال گذشته، تهران با تفلیس توافقاتی به منظور حذف مالیات مضاعف و تشویق سرمایه‌گذاری در هوا، زمین و حمل و نقل دریایی و همکاری گمرکی و تجاری به عمل آورده‌است. با توجه به تنوع مسیرهای حمل و نقل برای انتقال محموله، ایران به ظرفیت حمل و نقل گرجستان علاقه‌مند شده و آن را به عنوان یک مسیر جایگزین مناسب برای حمل و نقل مواد به اروپا محسوب می‌کند.
در اواخر مه ۲۰۱۰ سفیر ایران، مجید صمدزاده صابر، اعلام کرد که قصد دارند که محدودیت ویزا برای سفر بین دو کشور را لغو کنند، که به‌طور رسمی در ژانویه ۲۰۱۱ به اجرا درآمد. بر اساس اعلام سفیر ایران، ایران و گرجستان در حال برگزاری مذاکرات برای باز کردن کنسولگری ایران در باتومی در غرب گرجستان هستند. این اعلام برای سفر وزیر امور خارجه ایران، منوچهر متکی که در ماه‌های بعد قرار بود انجام شود، برنامه‌ریزی شده بود.
در ۱۸ نوامبر ۲۰۱۳ رئیس‌جمهور گرجستان، گیورگی مارگولاشویلی گفت دولت وی درتلاش برای تقویت رابطه دوستی بین تهران و تفلیس است. در ملاقات با معاون وزیر امور خارجه ایران در آسیا و اقیانوس آرام و امور مشترک‌المنافع، ابراهیم رحیم پور در تفلیس، مارگولاشویلی روابط صمیمانه بین دو کشور را که ریشه تاریخی دارد را قوی و مستحکم تعریف کرد.
در دیدار سفیر جدید گرجستان در ایران، یوسب چاخواشویلی در اوایل سال ۲۰۱۴ در تهران، ظریف گفت: ایران و گرجستان از رابطه تاریخی و دوستانه‌ای برخوردارند. وزیر امور خارجه ایران افزود که ظرفیت‌های زیادی برای گسترش روابط بین تهران و تفلیس به ویژه درحوزه‌های اقتصادی و پارلمانی وجود دارد.
چاخواشویلی به نوبه خود با اشاره به روابط صمیمی بین ایران و گرجستان، گفت که زمینه‌های زیادی برای همکاری نزدیک بین دو کشور وجود دارد.
گرجستان در مذاکرات ایران با کشورهای ۵+۱ در مذاکرات هسته‌ای ایران، نقش مثبتی در لغو تحریم‌ها علیه ایران داشت. با توجه به نزدیکی جغرافیای شراکت تجاری مهم دو کشور، پارلمانترهای هر دو کشور، پیش‌بینی افزایش رابطه دو جانبه میان مردم دو کشور می‌کنند.
در ۱۸ مارس ۲۰۱۵، پنجمین اجلاس کمیسیون مشترک همکاری‌های اقتصادی ایران و گرجستان در وزارت کار و امور اجتماعی ایران برگزار شد.
در مه ۲۰۱۵، شرکت انرژی ایران، MEPCO، برنامه‌های خود را برای ساخت دو نیروگاه در گرجستان اعلام کرد.

## سفیران ایران در گرجستان
- فریدون حق بین (۱۹۹۳–۱۹۹۶)
- اکبر امینیان (۱۹۹۶–۱۹۹۹)
- ابوالفضل خزایی ترشیزی (۱۹۹۹–۲۰۰۲)
- حسین امینیان طوسی (۲۰۰۲–۲۰۰۶)
- مجتبی دمیرچی‌لو (۲۰۰۶–۲۰۱۰)
- مجید صمدزاده صابر (۲۰۱۰-اکنون)

## سفیران گرجستان در ایران

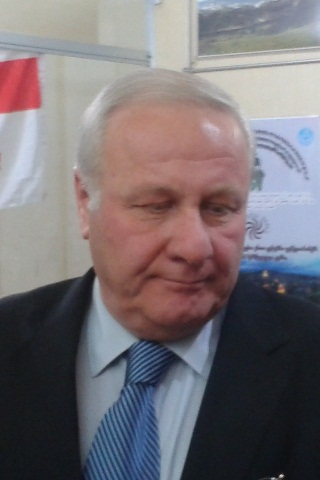
یوسب چاخواشویلی در نمایشگاه کتاب تهران در سال ۱۳۹۴

- جمشید گیوناشویلی (۱۹۹۴–۲۰۰۴)
- لوانٰ استیانی (۲۰۰۴–۲۰۰۹)
- گیورگی جانج‌گی‌وا (۲۰۰۹–۲۰۱۳)
- یوسب چاخواشویلی (۲۰۱۳-اکنون)